# Andělé a démoni
Andělé a démoni (anglicky Angels & Demons) je kniha amerického spisovatele Dana Browna. Poprvé publikována byla v roce 2000. Podle knihy byl natočen v roce 2009 stejnojmenný film.
Hlavní postavou je Robert Langdon, který pak vystupuje i v dalších Brownových románech Šifra mistra Leonarda (anglicky The Da Vinci Code) a Ztracený symbol (anglicky The Lost Symbol). Kniha rozvíjí příběh konfliktu mezi římskokatolickou církví a tajným společenstvím Iluminátů.

## Děj
Dvojice vědců pracujících v CERNu objeví postup vedoucí k vytvoření antihmoty. Během prací na zdokonalení tohoto postupu však dojde ke zločinu a jeden ze zásobníku s vysoce explozivní antihmotou je ukraden a následně nastražen na blíže neurčeném místě ve Vatikánu takovým způsobem, aby za 24 hodin gigantickou explozí zničil celý vatikánský komplex. Na místě činu je pachatelem zanechána stopa odkazující na Ilumináty, mocné tajné bratrstvo, které bylo zapřisáhlým nepřítelem římskokatolické církve a o kterém mezi historiky panuje shoda, že již dávno zaniklo. Na pomoc je povolán Robert Langdon, harvardský profesor náboženské symboliky a také renomovaný specialista na téma Iluminátů. Ten se vypraví nejprve do CERNu a společně s vědkyní Vittorií Vetrovou posléze i do Vatikánu, aby pomohl zabránit tragédii.
Ve Vatikánu v tu dobu probíhá konkláve, které je narušeno únosem čtyř kardinálů, kterým se připisovaly největší šance stát se novým papežem. K únosu se opět hlásí Ilumináti a netají se záměrem kardinály ještě před výbuchem zavraždit. Robert a Vittoria se snaží na základě zanechaných symbolů, sporých informací a svých znalostí určit místa plánovaných vražd a dopadením pachatele zabránit dalším vraždám a zjistit umístění časované bomby. Zdá se však, že boj s časem nemají šanci vyhrát. Čím hlouběji se do celé záhady totiž ponořují, tím hlubší a temnější propasti se před nimi otevírají.

## Hlavní postavy
Robert Langdonprofesor na Harvardově univerzitě, odborník náboženskou symboliku a na ilumináty,
Vittoria Vetrovávědkyně, bioložka zaměstnaná v CERNu,
Leonardo Vetravědec a kněz, fyzik zaměstnaný v CERNu, adoptivní otec Vittorie,
Maxmilian Kohlerředitel CERNu,
Carlo Ventrescapapežův komoří („camerlengo“), svěřenec a přítel; během konkláve fakticky hlava vatikánské vlády.

## Filmová adaptace
V roce 2009 byla natočena stejnojmenná filmová adaptace knihy. Režíroval Ron Howard. V hlavních rolích Tom Hanks, Ewan McGregor a Ayelet Zurer.